# Tatjana Ščelkanova
Tatjana Sergejevna Ščelkanova (rusko Татьяна Сергеевна Щелканова), ruska atletinja, * 18. april 1937, Jejsk, Sovjetska zveza, † 24. november 2011, Sankt Peterburg, Rusija.
Nastopila je na poletnih olimpijskih igrah leta 1964, kjer je osvojila bronasto medaljo v skoku v daljino. V isti disciplini je osvojila naslova prvakinje na evropskem prvenstvu leta 1962 in evropskem dvoranskem prvenstvu leta 1966. Trikrat zapored je postavila nov svetovni rekord v skoku v daljino, ki ga je držala med letoma 1961 in 1964.  